# Fragment dramatyczny I
Fragment dramatyczny (oryg. Fragment de théâtre, ang. Theatre I, alternatywny i najbardziej rozpowszechniony tytuł angielski. Rough for Theatre I) – dramat napisany przez Samuela Becketta w latach 50. po francusku. Został opublikowany we Francji w 1974 roku. Jego premiera odbyła się w maju 1979 w hamburskim „Schiller Theatre”. Tematem utworu jest spotkanie dwóch starych żebraków oznaczonych w didaskaliach jako A i B. Pierwszy z nich jest niewidomy, natomiast drugi jest kaleką. W 2000 w telewizyjnej produkcji pod tytułem Beckett on Film w główne role wcielili się David Kelly oraz Milo O’Shea.